# 内閣府政策参与
内閣府政策参与（ないかくふせいさくさんよ、英語: Special Advisor to the Cabinet Office）は、日本の内閣府の役職の一つ。

## 概説
内閣府が対応すべき各種分野において優れた専門的識見を有する人材を任命し、任じられた当人は内閣府に対して直接意見を言い、また情報提供や助言を行う。
設置根拠は「内閣府本府組織規則（平成13年内閣府令第1号）」であり、
1. 本府に、参与を置くことができる
2. 参与は、宮内庁、公正取引委員会、国務大臣をもってその長に充てることと定められている機関及び金融庁の所掌に係るものを除く重要な府務のうち特に定める重要な事項に参与する
3. 参与は、非常勤とする

の3項目を内容とする。